# Harry Hepworth
Pour les articles homonymes, voir Hepworth.
Harry Hepworth est un gymnaste artistique britannique, né le 6 décembre 2003.

## Palmarès

### Jeux olympiques
- Paris 2024
  -  médaille de bronze au saut de cheval[1]

### Championnats d'Europe
- Leipzig 2025
  -  médaille d'or au concours par équipes.
- Rimini 2024
  -  médaille d'argent au concours par équipes.